# Pierre Massy

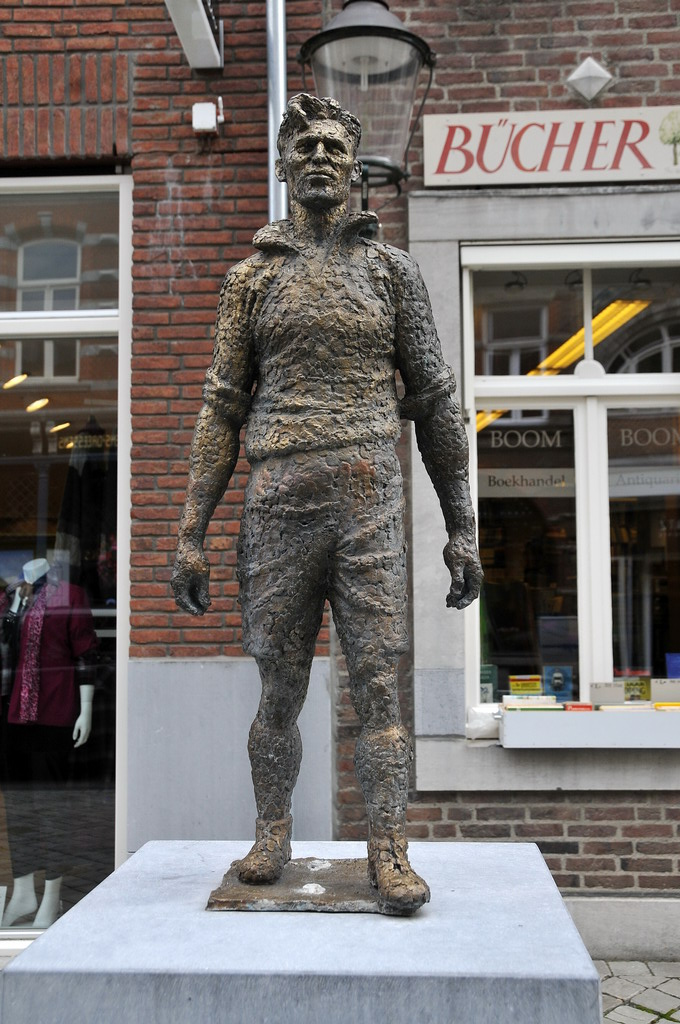
Beeld van Massy in de Neerstraat in Roermond.

Petrus Hubertus (Pierre) Massy (Roermond, 3 februari 1900 - Roermond, 3 augustus 1958) was een Nederlands voetballer.
Massy kwam uit een gezin met vijftien kinderen en werkte als mijnwerker, sigarettenverkoper, spoorlegger, monteur en elektricien. Hij voetbalde ruim 20 jaar op het hoogste niveau in het Nederlandse amateurvoetbal. Zijn eerste club was Roermondia uit het Limburgse Roermond, later na een fusie met R.V.V. werd dit RFC Roermond. In november 1933 verkaste hij plotseling naar BSV Olympia in Boxmeer om vervolgens in april 1935 bij RFC terug te keren nadat deze club was gepromoveerd naar de eerste klasse. In 1936 speelde RFC in 's-Hertogenbosch de finale om de KNVB beker. Het veroverde, met dank aan Massy, de beker door een 4-2 zege op KFC uit Koog aan de Zaan.
Op 31 oktober 1926 debuteerde Massy als 'centerhalf' in het Nederlands elftal in een interland tegen Duitsland dat in Amsterdam met 3-2 won. Hierna zou hij nog 11 maal als stopperspil voor Oranje spelen, waarbij hij de beroemde Ajacied Wim Anderiesen uit de nationale ploeg had gespeeld. Hij scoorde in de twaalf duels driemaal voor Oranje. Hij beschikte over een geweldige sprongkracht, atletisch vermogen en acrobatiek, iets dat in die tijd ongewoon was.
Massy was bijzonder populair in Roermond. In zijn glorietijd werden in de bisschopsstad Massy-dassen, Massy-broeken en Massy-jassen verkocht. Zijn bijnaam in de voetbalwereld was 'De Linkse', oftewel 'Jèrke', zoals zijn vrienden hem noemden.
Zijn laatste interland speelde Massy tijdens de Olympische Spelen in Amsterdam, op 30 mei 1928 tegen Uruguay (0-2). In september 1935 ontving hij van Bob Glendenning, de Engelse bondscoach van Oranje, een uitnodiging voor de centrale training. Massy, toen werkzaam bij een meelfabriek, schreef een bedankbriefje waarin hij liet weten dat hij van zijn baas geen verlof kreeg om naar Amsterdam te gaan. In werkelijkheid had de nukkige Massy echter weinig zin in de reizen naar "het verre Holland" en het buitenland en ook aan de plichtplegingen rond het Nederlands elftal had hij een hekel. Door zijn afzegging werd het Oranjeboek door hem definitief gesloten.
Bij het uitbreken van de Tweede Wereldoorlog stopte hij, veertig jaar oud, met voetballen. Hij trainde hierna nog verschillende regionale amateurclubs.
Hij overleed in 1958 na een korte ziekte.

## Trivia
Op het terrein van de Roermondse Football Club werd in 1967 een bronzen standbeeld van hem onthuld, vervaardigd door Dolf Wong Lun Hing. In 2010 verdween het beeld daar weer, om later dat jaar herplaatst te worden in de Neerstraat.

## Links en bronnen
- Interlandcarrière Pierre Massy
- International Appearances Pierre Massy
- "Pierre Massy en HET STANDBEELD", Standbeeld voor Pierre Massy, Dagblad Trouw
- Pierre Massy debuteert in Nederlands elftal, website RFC Roermond

Jan de Boer · 
Piet van Boxtel · 
Wout Buitenweg · 
Harry Dénis · 
Jan Elfring · 
Bertus Freese · 
Leo Ghering · 
Jaap van de Griend · 
Puck van Heel · 
Dolf van Kol · 
Cor Kools ·
Peer Krom ·
Pierre Massy · 
Gejus van der Meulen · 
Sjef van Run · 
Frits Schipper · 
Harry Schreurs · 
Felix Smeets ·
Wim Tap ·
Rense Vis · 
Jaap Weber ·
Kees van der Zalm · 
Coach: Bob Glendenning